# Bonita Granville

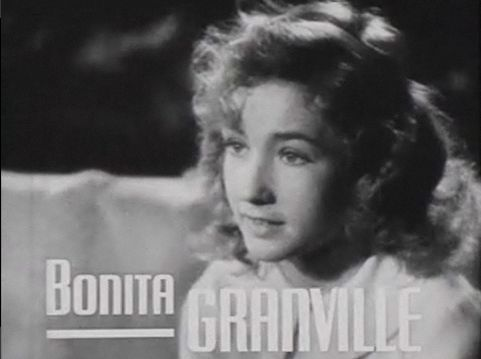
L'actriu en un fotograma del tràiler de Call It a Day (1937)

Bonita Granville (Nova York, 2 de febrer de 1923– Santa Monica, (Califòrnia), 11 d’octubre de 1988) va ser una actriu de cinema i productora nord-americana. Va ser nominada a l'Oscar a la millor actriu secundària per la seva interpretació a la pel·lícula “These Three” (1936) en la cerimònia d’aquell any.

## Biografia
Va néixer a Manhattan el 1923 filla de Bernard Granville i Rosina Timponi. Els seus pares actuaven en vodevils i ella va començar la seva carrera com a actriu de teatre als tres anys. Va fer el seu debut com a actriu infantil als 9 anys a Westward Passage (1932) on interpretava la filla de Laurence Olivier i va actuar com en pel·lícules com Cavalcade (1933), Donetes (1933) o Anne of Green Gables (1934) sovint sense aparèixer als crèdits. Va guanyar preeminència el 1936 en ser nominada a l'Oscar a la millor actriu secundària pel seu paper de Mary Tilford a These Three (1936). El 1938 la Warner la va contractar per protagonitzar quatre pel·lícules de sèrie B sobre el personatge de la detectiu Nancy Drew. També va interpretar a Marian Kilbourne, la descarada i entremaliada filla en la multi-nominada pel·lícula Merrily We Live (1938). El 1939 va deixar la Warner per fitxar per la MGM però tot i així va continuar interpretant papers secundaris.
El 1941 va signar per la RKO i va començar a interpretar rols encara secundaris però més importants en pel·lícules com The Glass Key (1942) o Now, Voyager (1942). Poc després protagonitzaria Els nens de Hitler (1943) que constituiria un gran èxit comercial i de crítica i que suposaria que deixés els rols de noia ingènua. Tot i això la RKO li va continuar adjudicant pel·lícules de sèrie B o cedint a altres productores. Després d’aparèixer a The Guilty (1947) es va retirar del cinema i ja només va actuar esporàdicament en alguna altra producció.
El 5 de febrer de 1947 es va casar amb Jack Wrather, un empresari texà del negoci del petroli que havia produït la seva darrera pel·lícula. Wrather va fundar una productora, la Wrather Corporation, i va comprar els drets del genet solitari i de Lassie amb els que va filmar vàries pel·lícules i dues sèries de televisió. En aquestes, Bonita Granville va actuar com a productora o interpretant algun paper. Granville va morir d’un càncer de pulmó el 1988 a Santa Monica als 65 anys.

## Filmografia
- Westward Passage (1932)
- Silver Dollar (1932)
- Cavalcade (1933)
- Donetes (Little Women) (1933)
- Cradle Song (1933)
- The Life of Vergie Winters (1934)
- Anne of Green Gables (1934)
- Ah, Wilderness! (1935)
- Song of the Saddles (1936)
- These Three (1936)
- The Garden of Allah (1936)
- The Plough and the Stars (1936)
- Maid of Salem (1937)
- Olívia (1937)
- Call It a Day (1937)
- It's Love I'm After (1937)
- White Banners (1938)
- Merrily We Live (1938)
- The Beloved Brat (1938)
- My Bill (1938)
- Hard to Get (1938)
- Nancy Drew -- Detective (1938)
- Nancy Drew... Reporter (1939)
- Outside These Walls (1939)
- Nancy Drew... Trouble Shooter (1939)
- Nancy Drew and the Hidden Staircase (1939)
- The Angels Wash Their Faces (1939)
- Forty Little Mothers (1940)
- The Mortal Storm (1940)
- Those Were the Days! (1940)
- Third Finger, Left Hand (1940)
- Escape (1940)
- Gallant Sons (1940)
- The Wild Man of Borneo (1941)
- The People Vs. Dr. Kildare (1941)
- Down in San Diego (1941)
- H. M. Pulham, Esq. (1941)
- Syncopation (1942)
- The Glass Key (1942)
- Now, Voyager (1942)
- Seven Miles from Alcatraz (1942)
- Els nens de Hitler (Hitler's Children) (1943)
- Andy Hardy's Blonde Trouble (1944)
- Song of the Open Road (1944)
- Youth Runs Wild (1944)
- The Beautiful Cheat (1945)
- Señorita from the West (1945)
- Breakfast in Hollywood (1946)
- The Truth About Murder (1946)
- Suspense (1946)
- Love Laughs at Andy Hardy (1946)
- The Guilty (1947)
- Strike It Rich (1948)
- Guilty of Treason (1950)
- The Lone Ranger (1956)
- The Legend of the Lone Ranger (1981)